# Caddo agilis
Caddo agilis is een hooiwagen uit de familie Caddidae. De wetenschappelijke naam van Caddo agilis gaat terug op Banks.